# クレメンス12世 (ローマ教皇)
クレメンス12世（Clemens XII、1652年4月7日 - 1740年2月6日）は、18世紀のローマ教皇（在位：1730年7月12日 - 1740年2月6日）。本名はロレンツォ・コルシーニ（Lorenzo Corsini）。教皇庁における財務のエキスパートとして活躍し、教皇在位中にサン・ジョバンニ・イン・ラテラノ大聖堂の壮大なファサードやトレビの泉を建設したことで知られる。アルバーニ枢機卿の膨大なコレクションを購入してバチカン図書館の内容を豊かにもしている。

## 生涯
フィレンツェの貴族出身のコルシーニは、ピサ大学で法学を修め、伯父のネリ・コルシーニ枢機卿の下で財政の実務を学んでいた。伯父と父が死ぬと彼にコルシーニ家の統領の座が待っていたが、それを放棄して（当時の習慣により）教皇インノケンティウス11世から3万スクードで高位聖職者権を購入して聖職者となり、莫大な財産を伯父から引き継いだ書籍の充実にあてた。
教皇庁では彼の財務家としての能力が遺憾なく発揮され、歴代の教皇たちにも厚遇され、サンピエトロ・イン・ビンコリ教会の司祭枢機卿から、フラスカーティの司教枢機卿になるなど順調に出世していった。彼が教皇に選ばれたのは実に78歳の時であった。老齢から視力が衰えており、ベッドについていることが多かったが、頭脳は明晰で、コルシーニ家の有能な縁者たちを側近として動かして実務をこなしていた。教皇クレメンス12世を名乗ったコルシーニは、まず悪化していた教皇庁財政の建て直しに取り組んだ。
彼は財政が悪化した原因が前教皇時代の財務責任者コスチア枢機卿の職権濫用にあると考え、彼を筆頭に責任者たちに損害賠償を求めた。そしてもっとも責任が重いとみなされたコスチア枢機卿はあわせて10年の禁固刑も課せられた。さらにベネディクトゥス13世が禁止した富くじを復活させることで教皇庁に年間50万スクードにのぼる収入をもたらし急速に財政を立て直していった。教皇はそれらの収入を生かしてローマの建築物の修復や新築に取り組んだ。
まず、教会のみならず教皇宮殿としても重要であったサン・ジョバンニ・イン・ラテラノ大聖堂のファサードのコンペを行い、アレッサンドロ・ガリレイの案を選出して（現代でも見ることが出来る）聖人たちがそびえたつ壮麗なファサードが完成せしめた。さらにコンスタンティヌス帝の凱旋門を修復し、クィリナーレの丘にコンスルタ宮殿（現議事堂）を建立し、さらにローマ市全体の道路舗装を行い、コルソ通りを拡張、アンコーナにローマの外港を建築した。その中で、もっとも有名な業績はローマの名所の1つであるトレビの泉をニコラ・サルヴィに命じて建設させたことである。また6万スクードの大枚をはたいてアルバーニ枢機卿の美術品や古書籍コレクションを教皇庁のものとしている。
彼は教皇就任時に老齢で弱視であったが、きわめて多くの業績を残している。サンマリノ共和国に侵攻したアルベローニ枢機卿に自制を促してその独立を維持させ、パルマとピアチェンツァの両大公の仲介を行った。また、クレメンス12世の時代、フリーメイソンを排斥する初めての教皇文書「イン・エミネンティ」（1738年）が発令された。他にもヴィンセンシオ・ア・パウロを列聖し、フランスのジャンセニスムを非難し、東方教会との合同を目指し、実際にアルメニア正教会の一部とコプト正教会の一部に教皇権を認めさせ、東方典礼カトリック教会の教区を同地に設置した。
教皇は死後、自らが手塩にかけたサン・ジョバンニ・イン・ラテラノ大聖堂に葬られた。